# Pas (brydż)
Pas – zapowiedź zgłaszana podczas licytacji oznaczająca tyle co „nie licytuję, kontynuujcie”. 
Gracz w momencie, gdy przyjdzie jego kolei licytowania, może powiedzieć pas rezygnując ze zgłoszenia odzywki, kontry lub rekontry. 
Nie wyklucza go to z udziału w licytacji w następnych okrążeniach. 
Cztery pasy na początku licytacji kończą dane rozdanie. Trzy pasy po dowolnej odzywce kończą licytacje, a ostatnio zgłoszona odzywka staje się kontraktem. Zatem, w sytuacji gdy przeciwnicy nie licytują, pas po odzywce partnera zamyka licytacje i powoduje przerwanie wymiany informacji między partnerami. Aby zapobiec takiej sytuacji partnerzy stosują odzywki forsujące, które zobowiązują do dalszej licytacji.